# Peaux-Rouges d'Évry
Les Peaux-Rouges d’Évry sont un club français de hockey sur glace basé à Évry qui a existé de 1976 à 2015. L'équipe évoluait au troisième niveau national, en division 2, pour sa dernière saison d'existence en 2014-2015.

## Historique
Le club est rattaché à sa création au Syndicat de la communauté d’agglomération d'Évry, plus connu sous le nom de SCA 2000, syndicat existant depuis 1976. Lors de l’intersaison 2010, le club quitte le SCA 2000 pour être rattachés à la communauté d'agglomération Évry Centre Essonne qui prend ainsi la compétence sur le hockey sur glace.
Le 29 mai 2015 puis le 5 juin 2015, les clubs d'Évry et de Viry approuvent leur fusion pour devenir un seul et même club, les Jets d'Évry-Viry pour la saison 2015-2016.

### Palmarès
- Champion de France de Division 3 en 1995-1996
- Vice-champion de France de Division 3 en 1991-1992 et en 2007-2008

### Résultats saison par saison
| Saison    | Division   | Classement                         | Remarque                               |         |
| --------- | ---------- | ---------------------------------- | -------------------------------------- | ------- |
| 1991-1992 | Division 3 | Deuxième                           | Montée en division 2                   |         |
| 1992-1993 | Division 2 | Quinzième                          | Maintien en division 2                 |         |
| 1993-1994 | Division 2 | Seizième                           | Maintien en division 2                 |         |
| 1994-1995 | Division 2 | dix-huitième                       | Relégué en division 3                  |         |
| 1995-1996 | Division 3 | Champion                           | Montée en division 2                   |         |
| 1996-1997 | Division 2 | Quinzième                          | Maintien en division 2                 |         |
| 1997-1998 | Division 2 | Seizième                           | Maintien en division 2                 |         |
| 1998-1999 | Division 2 | Quatorzième                        | Maintien en division 2                 |         |
| 1999-2000 | Division 2 | Quatorzième                        | Maintien en division 2                 |         |
| 2000-2001 | Division 2 | Dix-huitième                       | Maintien en division 2                 |         |
| 2001-2002 | Division 2 | Forfait général                    | Relégué en division 3                  |         |
| 2002-2003 | Inactif    | Inactif                            | Inactif                                | Inactif |
| 2003-2004 | Inactif    | Inactif                            | Inactif                                | Inactif |
| 2004-2005 | Division 3 | Treizième                          | Reste en Division 3                    |         |
| 2005-2006 | Division 3 | Cinquième de la zone Île-de-France | Reste en Division 3                    |         |
| 2006-2007 | Division 3 | Dixième                            | Reste en Division 3                    |         |
| 2007-2008 | Division 3 | Deuxième                           | Montée en Division 2                   |         |
| 2008-2009 | Division 2 |                                    | Éliminé au premier tour des play-offs  |         |
| 2009-2010 | Division 2 | Quatrième                          |                                        |         |
| 2010-2011 | Division 2 | Huitième                           | Éliminé en 1/4 de finale des play-offs |         |
| 2011-2012 | Division 2 | Quatrième                          | Éliminé en 8e de finale des play-offs  |         |
| 2012-2013 | Division 2 |                                    | Éliminé en 1/4 de finale des play-offs |         |
| 2013-2014 | Division 2 |                                    | Éliminé en 8e de finale des play-offs  |         |
| 2014-2015 | Division 2 | - -                                | - -                                    |         |

## Effectif 2014-2015
Cette section présente les joueurs de l'équipe par poste — gardien de buts, défenseurs et attaquants.
| No    | Nom                   | Nat. | Position       | Arrivée |
| ----- | --------------------- | ---- | -------------- | ------- |
| +001, | Greg Jenkins          |      | Gardien de but | 2014    |
| +035, | Gaëtan Melin          |      | Gardien de but | 2014    |
| +006, | Harond Litim          |      | Défenseur      | 2010    |
| +007, | Florian Levillain     |      | Défenseur      | 2014    |
| +012, | Alexis Niverd         |      | Défenseur      | 2014    |
| +016, | Guillaume Janette     |      | Défenseur      | 2013    |
| +026, | Clément Radolanirina  |      | Défenseur      | 2013    |
| +088, | Yvan Kerneis – C      |      | Défenseur      | 2013    |
|       | Scott Morongell       |      | Défenseur      | 2014    |
| +002, | Romain Biton          |      | Attaquant      | 2014    |
| +004, | Christopher Marinakos |      | Attaquant      | 2014    |
| +005, | Nicolas Gosset        |      | Attaquant      | 2014    |
| +012, | Eric Blossier         |      | Attaquant      | 2012    |
| +009, | Teemu Huhtala         |      | Attaquant      | 2014    |
| +010, | Jeremy Pigeot         |      | Attaquant      | 2013    |
|       | Matus Hanes           |      | Attaquant      | 2014    |
| +015, | Thomas Gautron        |      | Attaquant      | 2013    |
| +021, | Geoffrey Bérardet     |      | Attaquant      | 2013    |
| +046, | Konstantin Mikhailov  |      | Attaquant      | 2014    |
| +050, | Dimitri Juan          |      | Attaquant      | 2013    |
| +091, | Lukas Zeman           |      | Attaquant      | 2014    |
| +003, | Quentin Fauvet        |      | Attaquant      | 2014    |

### Nationalité des joueurs
- France : 13
- Canada : 1
- Finlande : 1
- États-Unis : 2
- Russie : 1
- Slovaquie : 1
- Algérie : 1
- Tchéquie : 1

### Meilleurs pointeurs
Cette section présente les statistiques des cinq meilleurs pointeurs de l'histoire des Peaux-Rouges d'Évry.
| No | Joueurs        | Nationalité | Parties jouées | Buts | Passes | Points |
| -- | -------------- | ----------- | -------------- | ---- | ------ | ------ |
| 1  | Olivier Roujon | France      | 113            | 102  | 78     | 180    |
| 2  | Kevin Ledoux   | France      | 79             | 63   | 80     | 142    |
| 3  | Romain Danton  | France      | 82             | 60   | 42     | 102    |
| 4  | David Williams | Canada      | 38             | 42   | 56     | 98     |
| 5  | Lionel Barin   | France      | 54             | 58   | 39     | 97     |

### Logos successifs

Ancien logo
Logo actuel